# Parodia schwebsiana
Parodia schwebsiana är en kaktusväxtart som först beskrevs av Erich Werdermann, och fick sitt nu gällande namn av Curt Backeberg. Parodia schwebsiana ingår i släktet Parodia och familjen kaktusväxter. Inga underarter finns listade i Catalogue of Life.